# Симон Азар'їн
Симон Азар'їн (рос. Симон Азарьин, †1665) — російський письменник.
Був князівським слугою, потім келійником (1625—1631), скарбником та келарем (1634—1654) в Троїцько-Сергієвому монастирі. Склав нову редакцію «Житія преподобного Сергія» надруковану в 1646, виправлену й доповнену в 1654, «Житіє і подвиги преподобного отця нашого архімандрита Діонісія», канони святи та інше.
Азар'їна вважають автором рос. «Повести о разорении Московского государства и всея Российския земли» яка описувала боротьбу з шведами та поляками на початку 17 століття з ворожих до Бориса Годунова позицій. В працях Азарьїна використовуються різноманітні джерела — літописи, записи розповідей очевидців, промов на церковних диспутах, житійна література, «Сказання» Авраамія Паліцина.